# Bismutaat
Bismutaat is het anion van het hypothetische oxozuur bismutzuur met de formule {\displaystyle {\ce {BiO3^{-}}}}. Bismut heeft in dit ion oxidatiegetal +5. In tegenstelling tot de andere zwaardere elementen uit de stikstofgroep, die standaard de formule {\displaystyle {\ce {EO4^{3-}(E\ =\ P,\ As,\ Sb)}}}, lijkt de formule op die van nitraat; er zijn slechts drie zuurstofatomen aan bismut gebonden. Een strikt systematische naam voor dit ion is dan ook: trioxobismutaat(V). In dit geval ligt de reden van de afwijkende formule in het vrijwel inert zijn van de s-elektronen in de relativistische 6s-orbitaal.
Bismutaat is een zeer sterk oxiderend reagens. Het reageert met heet water waarbij zuurstof en bismut(III)oxide ontstaan:
{\displaystyle {\ce {2BiO3^{-}\ +\ H2O\ ->[{\ce {heet}}]\ Bi2O3\ +\ O2\ +\ 2OH^{-}}}}
Bismutaat reageert ook me zuren. Natriumbismutaat is het meest voorkomende bismutaat. Het is een van de weinige slecht-oplosbare natriumzouten.